# 子母口貝塚

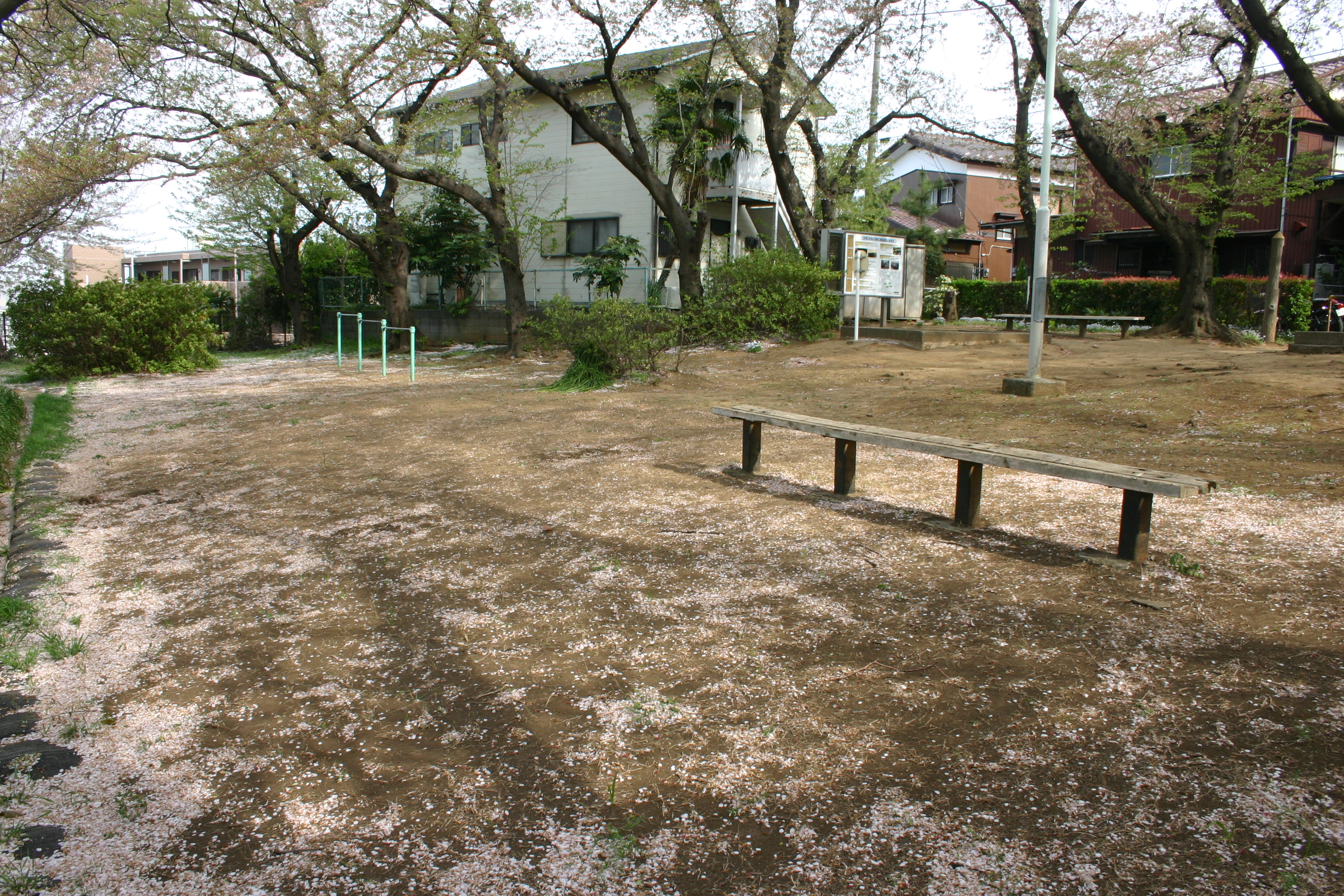
子母口貝塚（子母口公園）

子母口貝塚（しぼくちかいづか）は、神奈川県川崎市高津区子母口に所在する貝塚である。子母口式土器の標式遺跡となっている。神奈川県指定史跡。

## 概要
縄文時代早期後半の貝塚である。子母口にかぎらず、新作・野川・久本・末長など、縄文海進により海岸線であった下末吉台地の東端部には貝塚が点在していたと伝わるが、川崎市内で保存されている貝塚は子母口だけである。

## 出土遺物
子母口貝塚を構成する土層は、関東ローム層の上に井草式土器を含む黒色土層があり、その上に子母口式土器を含む貝層と言う順に重なっている。貝層を構成する貝類は、マガキやハイガイなど、浅い海に棲むものが中心となっている。このほか、スズキやタイ、ネズミザメなどの骨も発見されている。

### 子母口式土器
子母口式土器は、縄文早期後半の標式土器であり、胎土に繊維が含まれること、口縁部に隆起帯が施されていること、縄文を回転させずに押捺した「絡条体圧痕文」などが特徴として挙げられる。

## 発掘調査史
1893年（明治26年）には鳥居龍蔵による採集が行われ、1927年・1929年（昭和2・4年）には大山柏による調査があり、その調査結果を元にして山内清男が子母口式土器を命名した。その後も、1930年（昭和5年）に久本の医師・岡栄一を中心とする「橘樹考古学会」による発掘調査が行われ、また山内自身も調査に赴くなど、数多くの調査が行われていたが、戦災で資料が失われる、当事者が逝去するなどの事態に見まわれ、これらの調査結果がまとまった資料として残ることはなかった。
1957年（昭和32年）2月19日付で県の史跡に指定される。戦後には、盗掘が行われていたことを契機として1967年（昭和42年）に川崎市教育委員会のもと発掘調査が行われ、これが初めてのまとまった報告となった。その後も、1986年（昭和61年）に川崎市市民ミュージアムによる発掘も行われた。現在は子母口公園として整備され、現地保存されている。